# La Bohémienne endormie
La Bohémienne endormie est une peinture à l'huile du peintre Henri Rousseau  réalisée en 1897. Cette représentation fantasmatique d'un lion et d'une femme endormie un soir de pleine lune est une des peintures naïves les plus connues.

## Historique
Rousseau l'a présentée pour la première fois au public lors du treizième Salon des indépendants. Il a tenté ensuite de la vendre au maire de Laval, sa ville natale, mais sans succès. Elle échut en fait dans la collection privée d'un marchand de charbon parisien où elle resta jusqu'en 1924, lorsqu'elle fut redécouverte par le critique d'art Louis Vauxcelles.
Daniel-Henry Kahnweiler décida de la présenter dans sa galerie à partir de 1924, bien qu'une controverse sur son authenticité éclatât. Cependant, la toile est authentique et Rousseau publia même un texte pour la commenter, ce qu'il ne fit que pour quelques tableaux.
La toile est aujourd'hui exposée au Museum of Modern Art de New York après qu'elle a été acquise par l'historien d'art Alfred Barr,.

## Description
Rousseau a décrit son tableau comme suit : "Une négresse errante, joueuse de mandoline, est couchée avec sa jarre à côté d'elle (un vase contenant de l'eau potable), vaincue par la fatigue dans un profond sommeil. Un lion passe par hasard, capte son odeur et ne la dévore pas. Il y a un effet de clair de lune, très poétique"
Au premier plan se trouve la silhouette d'une femme gitane à la peau foncée, vêtue d'une longue robe colorée, dormant paisiblement dans une terre déserte en tenant un bâton. À côté d'elle se trouvent son instrument de musique, la mandoline, et un récipient en terre cuite, tandis que derrière sa silhouette, un lion semble veiller sur elle. La scène est baignée de la lumière mystérieuse de la pleine lune.
Le décor est surréaliste ; le lion n'attaque pas la gitane et le clair de lune rend le contexte magique et onirique. En arrière-plan, on voit un désert complètement aride et un ciel d'un bleu profond. Le clair de lune illumine la crinière du lion et met également en valeur la robe colorée de la jeune gitane qui dort paisiblement.
La dimension surréaliste est accentuée par l'absence d'ombres et de sources lumineuses fortes, par les couleurs claires réparties uniformément sur le plan, par les contours précis et par le ciel nocturne aux couleurs vives. Les formes sont bloquées dans un paysage immobile et sont associées sans relation logique : l'image est difficile à interpréter. Le ton qu'elle prend est irréel en raison de l'absence de valeurs volumétriques et spatiales, et ses figures, si éloignées des coordonnées spatio-temporelles, revêtent une sorte d'aura mythique.
La signature de l'artiste se trouve en bas à droite du tableau.

## Interprétation
C'est une œuvre difficile à interpréter, notamment l'association entre le lion et la jeune gitane. Les interprétations sont diverses : pour certains, la gitane parvient à ensorceler le lion grâce à ses pouvoirs magiques ; pour d'autres, la gitane représente l'artiste. Selon une interprétation de Bruno Morelli, l'œuvre est destinée à exprimer un symbolisme naturaliste fondé sur l'opposition entre nature et culture.